# Massimo Ranieri
Massimo Ranieri, pseudonimo di Giovanni Calone (Napoli, 3 maggio 1951), è un cantante e attore italiano.
Cantante di musica leggera e showman in genere, si è dedicato occasionalmente anche al cinema e qualche volta anche al teatro di prosa, molto raramente anche al doppiaggio. Con più di quattordici milioni di dischi, è tra gli artisti italiani che hanno venduto di più nel mondo. Durante la sua carriera ha pubblicato 31 album (di cui 23 in studio, 4 live e 4 raccolte) e 36 singoli.

## Biografia
Giovanni Calone nasce il 3 maggio 1951 a Napoli, quinto degli otto figli di Giuseppina Amabile (deceduta a 92 anni nel gennaio 2017) e Umberto Calone, e cresce nel Pallonetto di Santa Lucia, zona popolare dell'elegante quartiere partenopeo di San Ferdinando, vivendo in un piccolo appartamento al quinto piano di un vecchio stabile, e fin da piccolo svolge vari lavori (garzone di panettiere, fattorino, ragazzo di bottega, commesso, barista e intrattenitore nelle cerimonie). Si racconta che da bambino "Gianni", come tutti lo chiamavano, fu invitato a cantare per i turisti e, non essendo d'accordo, per convincerlo, fu portato su uno scoglio; non sapendo nuotare, si arrese e cantò, ottenendo il consenso del pubblico presente. A tale proposito, racconta: "La mia voce piaceva e ben presto finii a cantare in un bar in cui mi esibivo per i clienti".

### Gli inizi: anni sessanta

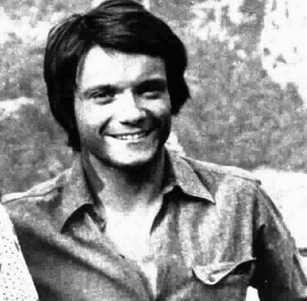
Un giovane Massimo Ranieri

Proprio in un bar, nel 1964, viene notato da Gianni Aterrano, il quale comprende da subito le grandi potenzialità canore del ragazzo. A tale riguardo, Ranieri racconta: "Un discografico mi notò, mi propose di incidere un disco e mi offrì un anticipo di 300 mila lire. Nessuno in famiglia aveva mai visto una cifra simile". Grazie ad Aterrano diviene in breve tempo la spalla di Sergio Bruni e parte tredicenne per un tour negli Stati Uniti d'America con il nome d'arte di "Gianni Rock", salendo per la prima volta su un palco, all'Academy di Brooklyn. Incide quindi i suoi primi 45 giri per la Zeus, etichetta di proprietà di Espedito Barrucci con lo stesso Aterrano come direttore artistico, e nel 1964 partecipa al Festival di Pesaro.
Tali successi gli consentono di aiutare sua sorella a sposarsi e metter su famiglia. Il 1966 è l'anno della svolta: il pianista Enrico Polito gli propone un contratto discografico con la CGD, grazie al quale esordisce a 15 anni con il nome d'arte Ranieri (scelto in quanto assimilabile al principe Ranieri di Monaco della cui moglie, Grace Kelly, Massimo era fan) a cui viene aggiunto in seguito Massimo. Lo stesso anno partecipa alla trasmissione televisiva Canzonissima, che in quell'edizione ha il titolo di Scala reale, ed ottiene un buon successo con una versione del classico L'amore è una cosa meravigliosa. Nel 1967 Massimo Ranieri vince il Cantagiro nel girone B dedicato alle giovani promesse con Pietà per chi ti ama.
Nel 1968, a 17 anni, partecipa al Festival di Sanremo con il brano Da bambino in coppia con i Giganti, e ritorna al Cantagiro con Preghiera per lei; sempre nello stesso anno incide Rose rosse, canzone che inizialmente passa quasi inosservata per poi ottenere un grande successo l'anno successivo.
Nel 1969 Ranieri si ripresenta a Sanremo con Quando l'amore diventa poesia in coppia con Orietta Berti e di nuovo al Cantagiro con Rose rosse, canzone che viene pubblicata dalla CGD come lato B di Il mio amore resta sempre Teresa e che rimane per tredici settimane in classifica, giungendo al secondo posto fra i dischi più venduti del 1969. Della canzone viene fatta una versione in lingua spagnola che raggiunge la Spagna, l'America del Sud, ed anche il Giappone. Nell'edizione di Canzonissima 1969 Massimo Ranieri partecipa con Rose rosse, 'O sole mio e si classifica al terzo posto con Se bruciasse la città. In quel periodo ha inizio il suo sodalizio artistico col compositore napoletano Totò Savio. A gennaio del 1970 esce il suo primo album Massimo Ranieri.

### Anni settanta

Massimo Ranieri (al centro) in una scena del film Metello (1970)

Nel 1970 partecipa alla Mostra Internazionale di Musica Leggera di Venezia con Sogno d'amore, al Cantagiro con Le braccia dell'amore ed a Canzonissima con Sogno d'amore, Aranjuez Mon Amour e Vent'anni, con cui si classifica al primo posto e che diventa (con l'aggiunta dei puntini di sospensione) il titolo del suo nuovo album. Il brano raggiunge anche il primo posto nella classifica dei 45 giri per otto settimane.
A 18 anni, nel 1970, gira Metello, diretto da Mauro Bolognini, con cui esordisce nel cinema, su proposta del produttore Fausto Saraceni, che diede inizio alla sua carriera di attore. Interpreta poi il film Incontro, con la regia di Piero Schivazappa, accanto a Florinda Bolkan; Cerca di capirmi, per la regia di Mariano Laurenti, con Beba Loncar, Il faro in capo al mondo, per la regia di Kevin Billington, accanto a star come Kirk Douglas, Yul Brynner (che ritroverà anche nel film Con la rabbia agli occhi), Samantha Eggar. Vince il David di Donatello e il premio Internazionale della Critica per il film Metello, e riceve il premio La Maschera d'argento. Nel film per la televisione La sciantosa, per la regia di Alfredo Giannetti è accanto ad Anna Magnani.
Nel 1971 ritorna a Canzonissima dove presenta prima Adagio veneziano (sulla musica del film Anonimo veneziano), poi Io e te (tema d'amore del film Metello) e infine Via del Conservatorio, brano con cui arriva in finale e si posiziona al secondo posto. Partecipa anche all'Eurovision Song Contest con L'amore è un attimo, brano di cui vengono riprodotte versioni in francese, spagnolo e tedesco. Viene pubblicato l'album Via del conservatorio.
L'anno dopo, reduce dall'incontro con Anna Magnani che risveglia in lui l'anima partenopea, incide il suo primo album dal vivo 'O surdato 'nnammurato, con canzoni del repertorio classico napoletano, registrato dal vivo al Teatro Sistina di Roma per la regia teatrale di Vittorio De Sica e ripreso dalle telecamere della Rai. Partecipa di nuovo a Canzonissima, con le canzoni Ti ruberei, 'O Surdato 'nnammurato e bissando la vittoria con Erba di casa mia da cui l'omonimo album.
Nel 1973 partecipa nuovamente all'Eurofestival con Chi sarà con te che verrà incisa anche in spagnolo. Parte per una tournée negli Stati Uniti e incide una cover di Frank Sinatra Amo ancora lei. Incide Album di famiglia (1900-1960), disco contenente brani dal 1900 al 1960 fra i quali Il nostro concerto scritto da Umberto Bindi.
Nel 1974 per la regia teatrale di Mauro Bolognini registra al Teatro Valle di Roma uno spettacolo ripreso dalla televisione e da cui incide dal vivo l'album Napulammore. Prende parte all'ultima edizione di Canzonissima cantando i brani Immagina e Te voglio bene assaie e piazzandosi al secondo posto con Per una donna, che darà titolo al suo nuovo album. Nel 1975 è protagonista del film Salvo D'Acquisto, per la regia di Romolo Guerrieri, accanto a Enrico Maria Salerno e Lina Polito.
È protagonista del telefilm Una città in fondo alla strada, per la regia di Mauro Severino, con Marisa Merlini e Scilla Gabel. Nel 1976 incide l'album Meditazione, con gli arrangiamenti di Eumir Deodato, che contiene brani del repertorio classico. Realizza al Teatro Valle di Roma per la regia di Mauro Bolognini, da una poesia di Raffaele Viviani, Macchie 'e culore, da cui viene tratto un disco dal vivo e uno spettacolo televisivo. Nel 1977 realizza la prosa Il Valzer dei cani di L. N. Andreev, per la regia di Giuseppe Patroni Griffi, con Romolo Valli. Nel 1978 registra l'album dedicato all'Odissea, La faccia del mare (arrangiamenti di Victor Bach). Nel 1979 è la volta del film La patata bollente, diretto da Steno, con Renato Pozzetto ed Edwige Fenech. Ne La dodicesima notte... o quel che volete di William Shakespeare è con Monica Guerritore, per la regia di Giorgio De Lullo.

### Anni ottanta

Massimo Ranieri nel film Il carabiniere (1981)

Nel 1980 incontra il "Grande Maestro" Giorgio Strehler, incontro al quale seguirà una tournée europea con lo spettacolo L'anima buona di Sezuan di Bertolt Brecht, per la regia di Strehler, con Andrea Jonasson e Renato De Carmine. Nel 1981 incide un'altra antologia di classici napoletani Passa lu tempo e lo munno s'avota. Nel 1982 interpreta per la regia di Gianfranco Mingozzi il film in due puntate La vela incantata, con Monica Guerritore. Nel 1983 esordisce come funambolo e giocoliere nel musical Barnum, scritto da Mark Bramble per la regia di Buddy Schwab ed Ennio Coltorti, con musiche di Cy Coleman e i testi italiani delle canzoni di Carla Vistarini, al fianco di Ottavia Piccolo, con cui ebbe in passato anche una breve relazione sentimentale.
Esce l'album Barnum, tratto dallo spettacolo teatrale. Interpreta la prima serie de I ragazzi di celluloide, la seconda nel 1985, per la regia di Sergio Sollima, con Leo Gullotta. Nel 1984 è la volta di ...vanità, dove interpreta brani del repertorio napoletano ripresi durante l'omonima trasmissione televisiva. Nel 1985 ancora cinema con Atto d'amore e Nata d'amore, presentando anche la gara canora televisiva Poker di Maggio a Sanremo insieme a Sabina Ciuffini. Nel 1986 incontra il regista Maurizio Scaparro e realizza lo spettacolo teatrale Varietà. Nel 1987 ne Lo scialo, tratto dal romanzo di Vasco Pratolini, è diretto da Franco Rossi, con Eleonora Giorgi e Marisa Berenson.
È tra gli attori di L'ombra nera del Vesuvio, film in sei puntate andato in onda nel 1987, per la regia di Steno, con Carlo Giuffré. Sempre per la regia di Maurizio Scaparro interpreta Pulcinella di Manlio Santanelli, tratto da un copione cinematografico di Roberto Rossellini. Vince il premio Taormina Arte.

Massimo Ranieri premiato come vincitore del Festival di Sanremo 1988

Nel 1988 ritorna al Festival di Sanremo, dove vince con il brano Perdere l'amore. Esce l'album che prende il nome dal successo sanremese e Rinaldo in campo, tratto dalla commedia musicale con lo stesso titolo.
Nel 1989 incide l'album Un giorno bellissimo dove interpreta la canzone omonima, sigla di Fantastico, che lo vede in veste di conduttore. Da quest'anno fino al 1991 dà vita alla miniserie TV Il ricatto (1 e 2).

### Anni novanta
Nel 1992 partecipa di nuovo al Festival di Sanremo, classificandosi al quinto posto con il brano Ti penso che sarà inserito nell'omonimo album. Nel 1993 interpreta con la regia di Maurizio Scaparro lo spettacolo teatrale Teatro Excelsior, con musiche originali di Antonio Sinagra. Nel 1995 è nuovamente al Festival con una canzone fuori dal suo repertorio tradizionale, La vestaglia, che precede di poco l'uscita dell'album Ranieri. Nel 1996 e nel 2002 doppia Quasimodo per i film d'animazione Disney Il gobbo di Notre Dame e Il gobbo di Notre Dame II. Nel 1997 ritorna nuovamente alla manifestazione sanremese con una canzone scritta da Gianni Togni, Ti parlerò d'amore, che anticipa la realizzazione dell'album Canzoni in corso che raccoglie brani di famosi cantautori italiani. Nel 1999 porta in scena il musical Hollywood - Ritratto di un divo, con le musiche scritte dal citato Togni e i testi di Guido Morra, da cui viene pubblicato un doppio album omonimo.

### Anni duemila

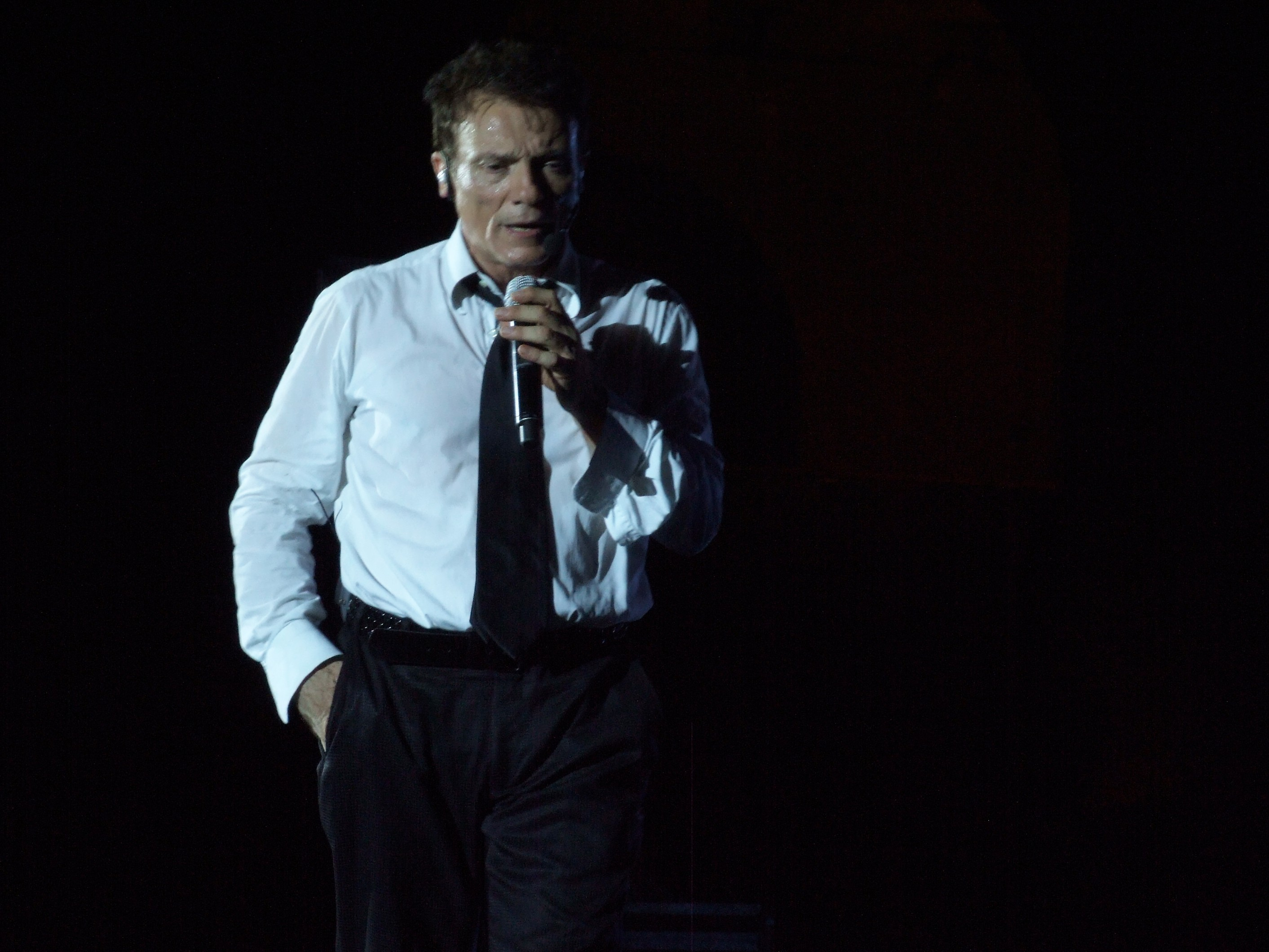
Massimo Ranieri a Taormina nel 2009

Nel 2001 esce Oggi o dimane, nel 2003 Nun è acqua (riproposte nel 2004 nel doppio CD Ranieri canta Napoli) e nel 2005 Accussì grande, una trilogia dei grandi classici napoletani che lo consacreranno definitivamente nella storia della canzone italiana. Il 16 ottobre 2002 Massimo Ranieri è stato nominato Ambasciatore di buona volontà dell'Organizzazione per l'Alimentazione e l'Agricoltura delle Nazioni Unite (FAO).
Tra il 2004 e il 2006 interpreta il personaggio di Anselmo nella seconda e terza stagione della sitcom Camera Café.
Nel 2006 Canto perché non so nuotare...da 40 anni, il doppio album che festeggia i 40 anni di carriera, in uno sono raccolti i brani che lo hanno reso famoso e nell'altro le più belle canzoni d'autore degli ultimi decenni. Nel febbraio del 2007 esce il suo primo libro "Mia madre non voleva (autobiografia di Giovanni Calone, che sarei io)" per le edizioni Rizzoli. Nello stesso periodo conduce il sabato sera su Rai Tutte donne tranne me e partecipa al film Civico zero.
Nel 2008 è regista del remake teatrale del film Poveri ma belli, prodotto dal Teatro Sistina e Titanus, con Bianca Guaccero, Michele Carfora, Antonello Angiolillo, Emy Bergamo, Francesca Colapietro, Maurizio Semeraro, Rhuna Barduagni, Daniele Arceri, Roberto D'Urso, Nello Torlo, Davide Marrone, Matteo Pastore, Samuele Cavallo, Daniela Rapisarda, Azzurra Tassa, Eliana Tumminelli, Mara Mazzei, con le coreografie di Franco Miseria e con le musiche di Gianni Togni. Nel novembre 2009 riceve il premio Vittorio De Sica per il teatro. A febbraio 2009 torna dopo dodici anni al Festival di Sanremo per il duetto con la cantante napoletana Barbara Gilbo, partecipante nella sezione Proposte con il brano Che ne sai di me di Giancarlo Bigazzi e Sirio Martelli.

### Anni duemiladieci
Nel 2010 ritorna in una sala di registrazione, incidendo due brani (scritti da Carlo Mazzoni) inseriti nel doppio CD con DVD Massimo Ranieri LIVE Dallo stadio Olimpico di Roma: Tutte le mie leggerezze e Ho bisogno di te. Il 17 agosto 2010 riceve a Lamezia Terme il "Riccio d'argento" di Fatti di Musica 2010, 24ª edizione della rassegna del Miglior Live Italiano diretta da Ruggero Pegna per il "miglior live d'autore dell'anno": Canto perché non so nuotare...da 40 anni per aver superato un milione di spettatori in 500 repliche. Su iniziativa del direttore di Rai 1 Mauro Mazza, viene incaricato di dirigere e interpretare per la prima rete quattro commedie di Eduardo De Filippo. La prima, Filumena Marturano, va in onda il 30 novembre 2010; a essa sono seguite Napoli milionaria! (4 maggio 2011), Questi fantasmi! (16 novembre 2011) e Sabato, domenica e lunedì (1º maggio 2012).
In tutte le occasioni Ranieri è, oltre che regista, l'interprete principale. Nello spettacolo Canto perché non so nuotare...da 40 anni interpreta, oltre alle canzoni del suo repertorio, parecchi grandi successi di altri cantanti: Almeno tu nell'universo, Io che non vivo, Il cielo in una stanza, L'istrione... Ranieri stesso racconta che durante la tournée in America al seguito di Sergio Bruni gli fu proposto di firmare un contratto per un importante locale di Brooklyn ma, data la sua minore età, il progetto non poté andare in porto. Nel 2012 ha partecipato, con Gianni Morandi, al programma televisivo Avevo un cuore che ti amava tanto, trasmesso su Rai 1 in memoria di Mino Reitano, interpretando canzoni portate al successo dal cantante scomparso.
Nel dicembre 2012 ha partecipato al programma televisivo I grandi della musica nello speciale in memoria di Domenico Modugno intitolato Penso che un Sogno così...; durante l'intera serata ha interpretato diversi successi di Modugno, nel finale il bis con Meraviglioso e in conclusione Nel blu dipinto di blu cantata col pubblico, con Lino Banfi e con il conduttore Massimo Giletti. Il 25 dicembre 2012 su Rai 1, partecipa al Concerto di Natale ad Assisi, diretto dal maestro premio Oscar Ennio Morricone, e interpreta Tu scendi dalle stelle nella versione intima napoletana e Quanno nascette ninno di Alfonso Maria de' Liguori. Sempre lo stesso giorno e sempre su Rai 1, prende parte nel programma Le nuvole in tributo a Fabrizio De André, dove interpreta i brani La canzone di Marinella e Don Raffaè.
Il 30 aprile 2013 esegue, al Teatro Colosseo di Torino, la 700ª replica del suo spettacolo Canto perché non so nuotare...da 40 anni. Nel maggio del 2013 pubblica il live Sogno e son desto registrato durante l'ultimo tour con una scaletta ricca di omaggi a grandi cantautori. Il 28 agosto 2013 mentre si trova a Celano per il tour estivo del suo spettacolo Canto perché non so nuotare, in scena sabato 31 agosto, viene operato d'urgenza per un fastidioso problema intestinale. Dall'11 al 25 gennaio 2014 conduce su Rai 1, in diretta dallo studio 5 della Dear, il programma Sogno e son desto che ha ottenuto un buon successo di critica e di pubblico, al punto tale da ricevere un Oscar TV. Il programma torna con una seconda edizione dal 13 settembre per tre puntate, sempre in prima serata su Rai 1, riconfermando il successo dell'edizione precedente, vincendo nuovamente un Oscar TV.
Il 9 maggio 2015 è ospite al programma di Canale 5 Amici, condotto da Maria De Filippi. La terza edizione del varietà di Rai 1 va in onda dal 16 gennaio 2016 per quattro appuntamenti sempre al sabato sera. Nell'ottobre del 2015 pubblica l'album Malìa – Napoli 1950-1960, prodotto da Mauro Pagani nel quale interpreta dodici classici della canzone partenopea accompagnato da Enrico Rava e Stefano di Battista. Nel corso del 2015, quarant'anni dopo l'uccisione di Pier Paolo Pasolini, Ranieri interpreta quest'ultimo come protagonista del film di David Grieco La macchinazione: già in passato aveva ricevuto la stessa proposta per via soprattutto della somiglianza fisica con lo scrittore, il quale conoscendolo di persona ne era rimasto impressionato.
Il film, sugli ultimi giorni di vita di Pasolini e sul delitto secondo le più recenti inchieste, è uscito il 24 marzo 2016. Nel dicembre del 2016 esce Malìa, parte seconda, accompagnato dal medesimo staff del precedente capitolo.

### Anni duemilaventi
Il 5 febbraio 2020 Massimo Ranieri ha partecipato come ospite al Festival di Sanremo, ha duettato con Tiziano Ferro nel brano Perdere l'amore e ha cantato il brano inedito Mia ragione, composto da Fabio Ilacqua e prodotto dal grande cantante, compositore e produttore italo-canadese Gino Vannelli. In un'intervista a Radio Incontro Terni disse che il suo nuovo album doveva uscire a maggio ma a causa del COVID-19 l'uscita dell'album è fissata per il 27 novembre con il titolo Qui e adesso. Il 30 gennaio 2020 esce il film Odio l'estate, del trio comico Aldo, Giovanni e Giacomo, a cui prende parte in un cameo. Nella colonna sonora del film vengono incluse anche delle sue canzoni. Da giovedì 3 dicembre 2020 ha condotto su Rai 3 per 4 puntate il programma Qui e adesso che dà il titolo al nuovo album. L'8 giugno 2021 ad Assisi conduce Con il cuore - Nel nome di Francesco, insieme a Carlo Conti e Renato Zero. Il 23 novembre 2021 ha pubblicato il libro Tutti i sogni ancora in volo (Rizzoli). Il 25 dicembre è ospite di Alberto Angela a Stanotte a Napoli su Rai 1.
Nel 2022 partecipa, dopo 25 anni dall'ultima volta, al Festival di Sanremo, dove presenta il brano Lettera di là dal mare, scritto da Fabio Ilacqua e arrangiato da Fabio Ilacqua e Mauro Pagani, con cui si classifica ottavo e vince il premio della Critica "Mia Martini".. Il 16 marzo 2022, in occasione dei 130 anni del quotidiano Il Mattino, partecipa, con altri artisti napoletani come Nino D'Angelo, Gigi D'Alessio, Peppino di Capri, Peppino Gagliardi, Mario Trevi, al video di auguri pubblicato online dal giornale. Il 6 maggio 2022, durante un concerto al Teatro Diana di Napoli, cade dal palco. Ricoverato all'ospedale Antonio Cardarelli, si è procurato la rottura di 3 costole e varie ecchimosi. Ad agosto 2022 torna sul set come protagonista de La voce che hai dentro, una serie TV targata Mediaset, prodotta da Lucky Red e diretta da Eros Puglielli, con lui Maria Pia Calzone, Michele Rosiello, Nando Paone, Gianfranco Gallo, Erasmo Genzini e Giulia D'Aloia; la serie TV sarà trasmessa su Canale 5 in otto puntate dal 14 settembre al 6 ottobre 2023.
Il 18 novembre 2022 torna dopo 27 anni con un nuovo album d'inediti dal titolo Tutti i sogni ancora in volo e in realtà il 19 maggio 2018, durante la partecipazione come ospite ad Amici, annunciò che dopo ben 24 anni è salito in sala di registrazione per lavorare e registrare un nuovo album di inediti con la produzione di Mauro Pagani e Gino Vannelli. Tra gli autori del nuovo album ci sono Pino Donaggio, Ivano Fossati, Bruno Lauzi con Franco Fasano,i fratelli Carlo e Niccolò Verrienti, Fabio Ilacqua, Pacifico e Gianni Togni. L'ultimo album inedito in studio si chiamava Ranieri, il quale risale al Festival di Sanremo 1995 quando presentò il brano La vestaglia che arrivò al 15º posto. 
L'8 febbraio 2023 si esibisce come ospite al Festival di Sanremo 2023, insieme ad Al Bano e Gianni Morandi con i migliori brani del loro repertorio, mentre la sera successiva, dopo aver cantato Lasciami dove ti pare, insieme a Rocío Muñoz Morales presenta il suo nuovo programma Tutti i sogni ancora in volo, andato in onda il venerdì sera in prima serata su Rai 1, il 26 maggio e il 2 giugno dello stesso anno.
Nel 2025 partecipa nuovamente al Festival di Sanremo con il brano Tra le mani un cuore.

## Impegno politico
Per tutti gli anni novanta è il primo firmatario degli appelli al voto per Rifondazione Comunista e nel maggio 2009, in occasione delle elezioni europee, ha aderito all'appello a votare la lista unitaria comunista (PRC, PdCI e Socialismo 2000) insieme ad altri personaggi pubblici.

## Discografia
- 1970 – Massimo Ranieri (CGD, FGS 5061)
- 1970 – Vent'anni... (CGD, FGS 5079)
- 1971 – Via del Conservatorio (CGD, FGL 5093)
- 1972 – Erba di casa mia (CGD, 65411)
- 1975 – Per una donna (CGD, 69107)
- 1976 – Meditazione (CGD, 69228)
- 1978 – La faccia del mare (CGD, 20084)
- 1980 – Passa lu tempo e lo munno s'avota (CGD, 20205)
- 1984 – ...vanità (CGD, 20449)
- 1988 – Perdere l'amore (WEA Italiana, 24 2312-1)
- 1989 – Un giorno bellissimo (WEA Italiana, 22924 64222-1)
- 1992 – Ti penso (WEA Italiana, 9031 77097-1)
- 1995 – Ranieri (RTI Music, 1084-4)
- 2022 – Tutti i sogni ancora in volo

## Filmografia

### Cinema
- La più bella coppia del mondo, regia di Camillo Mastrocinque (1968)
- Metello, regia di Mauro Bolognini (1970)
- Cerca di capirmi, regia di Mariano Laurenti (1970)
- Bubù, regia di Mauro Bolognini (1971)
- Il faro in capo al mondo (The Light at the Edge of the World), regia di Kevin Billington (1971)
- Incontro, regia di Piero Schivazappa (1971)
- Imputazione di omicidio per uno studente, regia di Mauro Bolognini (1972)
- La cugina, regia di Aldo Lado (1974)
- Salvo D'Acquisto, regia di Romolo Guerrieri (1974)
- Con la rabbia agli occhi, regia di Antonio Margheriti (1976)
- L'ultima volta, regia di Aldo Lado (1976)
- La patata bollente, regia di Steno (1979)
- Habibi, amor mio, regia di Luis Gomez Valdivieso (1981)
- Priest of Love, regia di Christopher Miles (1981)
- L'ultima volta insieme, regia di Ninì Grassia (1981)
- Casta e pura, regia di Salvatore Samperi (1981)
- Il carabiniere, regia di Silvio Amadio (1981)
- Legati da tenera amicizia, regia di Alfredo Giannetti (1983)
- Volare!, regia di Vittorio De Sisti (1999)
- Fondali notturni, regia di Nino Russo (2000)
- Legami di famiglia, regia di Pietro Sagliocco (2002)
- Storia di guerra e d'amicizia, regia di Fabrizio Costa (2002)
- Le Genre humain, première partie: Les Parisiens, regia di Claude Lelouch (2004)
- Le Courage d'aimer, regia di Claude Lelouch (2005)
- Civico zero, regia di Citto Maselli (2007)
- L'ultimo Pulcinella, regia di Maurizio Scaparro (2008)
- Ces amours-là, regia di Claude Lelouch (2010)
- Passione, regia di John Turturro (2010)
- La meravigliosa avventura di Antonio Franconi, regia di Luca Verdone (2011)
- Capitan Basilico 2, regia di Massimo Morini (2011)
- Scossa, regia di Citto Maselli, episodio Sciacalli (2011)
- La macchinazione, regia di David Grieco (2016)
- Riccardo va all'inferno, regia di Roberta Torre (2017)
- Odio l'estate, regia di Massimo Venier (2020) – cameo
- Mancino naturale, regia di Salvatore Allocca (2021)
- L'uomo che disegnò Dio, regia di Franco Nero (2022)

### Televisione
- Tre donne - La sciantosa, regia di Alfredo Giannetti – film TV (1971)
- Una città in fondo alla strada, regia di Mauro Severino – miniserie TV (1975)
- Dal primo momento che ti ho visto – programma TV, 5 episodi (1976)
- Storie della Camorra, regia di Paolo Gazzaro – miniserie TV (1978)
- I ragazzi di celluloide – miniserie TV (1981)
- La vela incantata – film TV (1982)
- All'ombra della grande quercia – miniserie TV (1984)
- Nata d'amore – miniserie TV (1984)
- I ragazzi di celluloide 2 – miniserie TV (1984)
- Atto d'amore – film TV (1985)
- L'ombra nera del Vesuvio, regia di Steno – miniserie TV (1986)
- Lo scialo– miniserie TV (1987)
- Il ricatto – miniserie TV (1989-1991)
- Il prezzo del denaro – film TV (1995)
- La casa dove abitava Corinne – film TV (1996)
- Angelo nero, regia di Roberto Rocco – miniserie TV (1998)
- Ama il tuo nemico, regia di Damiano Damiani – miniserie TV (1999)
- Un bacio nel buio – film TV (2000)
- Io ti salverò – film TV (2002)
- Storia di guerra e d'amicizia, regia di Fabrizio Costa – miniserie TV (2002)
- Camera Café – sitcom, 8 episodi (2004-2005)
- Operazione pilota, regia di Umberto Marino – miniserie TV (2007)
- Senza via d'uscita - Un amore spezzato, regia di Giorgio Serafini – miniserie TV (2007)
- Filumena Marturano, regia di Franza Di Rosa – film TV (2010)
- Napoli milionaria – film TV (2011)
- Questi fantasmi – film TV (2011)
- Sabato, domenica e lunedì – film TV (2012)
- La voce che hai dentro – serie TV, 8 episodi (2023)

## Teatro
- Napoli chi resta e chi parte, regia di Giuseppe Patroni Griffi (1976)
- In memoria di una signora amica, regia di Giuseppe Patroni Griffi (1976)
- La dodicesima notte di William Shakespeare, regia di Valli e Giorgio De Lullo (1977)
- Il malato immaginario di Molìer, regia di Valli e Giorgio De Lullo (1977)
- L'anima buona di Sezuan di Bertolt Brecht, regia di Giorgio Strehler (1980)
- Barnum, regia di Mark Bramble (1983)
- Varietà, regia di Maurizio Scaparro (1986)
- Pulcinella, regia di Maurizio Scaparro (1987)
- Rinaldo in campo di Garinei e Giovannini, regia di Garinei e Giovannini (1988)
- Pulcinella, regia di Maurizio Scaparro (1990-91)
- Liolà di Luigi Pirandello, regia di Maurizio Scaparro (1991-92)
- Cantata di Natale, regia di Bruno Garofalo (1992)
- Teatro Excelsior, regia di Maurizio Scaparro (1993)
- L'isola degli schiavi di Pierre de Marivaux, regia di Giorgio Strehler (1994)
- Le mille e una notte, regia di Maurizio Scaparro (1996)
- Hollywood - Ritratto di un divo, regia di Giuseppe Patroni Griffi (1998)
- Il Grande Campione, regia di Giuseppe Patroni Griffi (2000)
- Oggi o dimane (2001)
- Nun è acqua (2003)
- Cavalleria rusticana di Pietro Mascagni e I pagliacci di Ruggero Leoncavallo, regia di Massimo Ranieri (2003)
- L'elisir d'amore di Gaetano Donizetti, regia di Massimo Ranieri (2005)
- Accussì grande (2005)
- La traviata di Giuseppe Verdi, regia di Massimo Ranieri (2006)
- Canto perché non so nuotare...da 40 anni, regia di Massimo Ranieri (2007)
- La Cenerentola di Gioacchino Rossini, regia di Massimo Ranieri (2008)
- Polvere di Baghdad, regia di Maurizio Scaparro (2009)
- Canto perché non so nuotare... 500 repliche, regia di Massimo Ranieri (2011)
- L'opera da tre soldi di Bertolt Brecht, regia di Luca De Fusco (2011)
- Chi nun ten coraggio nun se cocca ch' 'è femmn belle, regia di Massimo Ranieri (2011)
- Raffaele Viviani Varietà, regia di Maurizio Scaparro (2012)
- Sogno e son desto, regia di Massimo Ranieri (2013)
- Riccardo III di William Shakespeare, regia di Massimo Ranieri (2013)
- Sogno e son desto... In viaggio, regia di Massimo Ranieri (2016)
- Teatro Del Porto: Tratto da Scalo Marittimo e Caffè Di Notte e Giorno, versi prosa e musica di Raffaele Viviani, regia di Maurizio Scaparro (2016)
- Jazz-Malia Napoletana: Napoli 1950-1960, regia di Massimo Ranieri (2017)
- Sogno e son desto 400 volte, regia di Massimo Ranieri (2018)
- Il gabbiano di Anton Céchov, regia di Giancarlo Sepe (2019)
- Malia Notti Splendenti, regia di Massimo Ranieri (2019)
- Sogno e son desto 500 volte, regia di Massimo Ranieri (2020)
- Sogno e son desto - Oggi è un altro giorno, regia di Massimo Ranieri (2020)
- Tutti i sogni ancora in volo, regia di Massimo Ranieri (2022-in corso)

## Programmi televisivi
- Doppia coppia (Programma Nazionale, 1970)
- Formula tre (Programma Nazionale, 1973)
- Napulammore (Programma Nazionale, 1974)
- Macchie 'e colore (Rete 1, 1976)
- Dal primo momento che ti ho visto (Rete 1, 1976)
- Massimo Ranieri: quasi un autoritratto (Rete 2, 1978)
- In memoria di una signora amica di Giuseppe Patroni Griffi, regia di Mario Ferrero (Rete 2, 28 ottobre 1978)
- Poker di Maggio (Rai 2, 1985)
- Fantastico Cinema (Rai 1, 1989-1990)
- La televisione può attendere (Rai 1, 1990)
- Splash - Un'estate al Massimo (Rai 1, 1991)
- La festa della mamma (Rai 1, 1992-1993, 1997)
- E adesso tocca a te...mi raccomando (Rai 1, 1992)
- Siamo tutti invitati (citofonare Calone) (Rai 1, 2001)
- Accussì grande (Canale 5, 2006)
- Tutte donne tranne me (Rai 1, 2007)
- Premio E.T.I. gli Olimpionici del Teatro (Rai 1, 2009)
- Sogno e son desto (Rai 1, 2014, 2016)
- Sarà Sanremo (Rai 1, 2016) – giudice
- Qui e adesso (Rai 3, 2020)
- Tutti i sogni ancora in volo (Rai 1, 2023)

## Doppiaggio
- Nathan Lane in Piume di struzzo, Un topolino sotto sfratto
- Anthony Andrews in Romeo e Giulietta
- Quasimodo ne Il gobbo di Notre Dame, Il gobbo di Notre Dame II
- Ministro Bolinar in Spellbound - L'incantesimo

## Pubblicità
Dal 1972 al 1974 Ranieri ha partecipato a due serie di sketch della rubrica pubblicitaria televisiva Carosello pubblicizzando biscotti e pasta della Barilla.

## Partecipazioni a manifestazioni canore
- Cantagiro
  - 1967 – 1º posto girone B con Pietà per chi ti ama
  - 1969: 1º posto con Rose rosse
- Canzonissima
  - 1969 – 3º posto con Se bruciasse la città
  - 1970 – 1º posto con Vent'anni
  - 1971 – 2º posto con Via del conservatorio
  - 1972 – 1º posto con Erba di casa mia
  - 1974 – 2º posto con Per una donna
- Eurovision Song Contest
  - 1971 – 5º posto con L'amore è un attimo
  - 1973 – 13º posto con Chi sarà con te
- Festival di Sanremo
  - 1968 – 7º posto con Da bambino
  - 1969 – 10º posto con Quando l'amore diventa poesia
  - 1988 – 1º posto con Perdere l'amore
  - 1992 – 5º posto con Ti penso
  - 1995 – 15º posto con La vestaglia
  - 1997 – 9º posto con Ti parlerò d'amore
  - 2022 – 8º posto con Lettera di là dal mare
  - 2025 – 23º posto con Tra le mani un cuore

## Riconoscimenti
- David di Donatello
  - 1970 – David speciale
- Festival di Sanremo
  - 2011 – Targa in via Matteotti a Sanremo per Perdere l'amore
  - 2022 – Premio della Critica "Mia Martini" con Lettera di là dal mare
- Globo d'oro
  - 1970 – Attore rivelazione per il film Metello
- Premio Beato Angelico
  - 2010 – Premio alla carriera
- Premio Faraglioni
  - 2019 – Premio alla carriera
- Premio Napoletano-Eccellente nel mondo
  - 2010 – Premio alla carriera
- Premio Flaiano
  - 1999 – Premio sezione teatro all'interpretazione per il complesso della sua opera[19]
- Premio regia televisiva
  - 2014 – Premio categoria Top Ten con Sogno e son desto
  - 2015 – Premio categoria Top Ten con Sogno e son desto 2
- Premio speciale città di Sorrento
  - 2019 – Premio in occasione del Premio Biagio Agnes
- Premio Vittorio De Sica
  - 2008 – Premio alla carriera
- Wind Music Awards
  - 2013 – Premio atleta dello spettacolo
  - 2017 – Premio per i Live

## Opere benefiche
- Viene nominato ambasciatore della FAO dal 2002.
- Sostenitore di Operation Smile dal 2007.
- Nel 2008 viene nominato ambasciatore di Pace della Confederazione Internazionale dei Cavalieri Crociati di Malta d'Italia.
- Ha partecipato alla canzone Domani 21/04.2009, canzone dedicata alla tragedia dell'Abruzzo e il ricavato della vendita destinato a ricostruire il conservatorio Alfredo Casella e il Teatro comunale dell'Aquila.
- Nel 2013 incide la canzone Come puoi, assai gradita dalla chiesa brasiliana per la Giornata Mondiale della Gioventù. Progetto benefico dei fratelli calabresi Maurizio e Piero Scicchitano, l'opera è dedicata a papa Francesco.
- Nel 2019 ha partecipato alla canzone C'è da fare, un progetto per raccogliere fondi per la comunità di Genova colpita dal crollo del ponte Morandi.